# Ben Mertens
Ben Mertens (Wetteren, 13 oktober 2004) is een Belgisch professioneel snookerspeler.

## Carrière
Hij traint sinds 2013 in de club Sint Martinus Gent met Gery De Mol.
In 2018 werd Mertens Belgisch kampioen bij de U18. In augustus werd hij uitgenodigd om voor het eerst deel te nemen aan een professioneel rankingtornooi, de Paul Hunter Classic in Fürth, waar hij in de eerste ronde de Poolse neo-prof Adam Stefanow versloeg. Later dat jaar werd hij op 13-jarige leeftijd wereldkampioen op de World Open Under-16 Snooker Championships in Sint-Petersburg. In de finale versloeg Mertens de drie jaar oudere Ier Aaron Hill met 4-3.
In maart 2020 haalde Mertens de halve finales op het EK snooker U21. Daardoor mocht hij als 15-jarige deelnemen aan de kwalificaties voor het wereldkampioenschap snooker 2020 in Sheffield. Hij won in de eerste ronde met 6-2 van James Cahill en werd daarmee de jongste speler ooit die een wedstrijd won op het wereldkampioenschap.
In oktober 2021 werd hij in Portugal Europees kampioen bij de spelers onder de 18-jaar na een 4-3 zege tegen zijn landgenoot Julien Leclercq.
Op 12 juni 2022 won hij het Europees kampioenschap bij de U21 door in de finale Florian Nuessle te verslaan met 5-1. Dit leverde hem een tour card voor twee jaar op het professionele circuit op.
Zijn beste toernooiprestatie behaalde Mertens op de Welsh Open van 2023. Hij kwam hier tot de laatste 16. Hij schakelde Jackson Page en David Gilbert uit in de voorgaande rondes. Echter moest hij in zijn derde wedstrijd het onderspit delven tegen Ronnie O'Sullivan.

## Voetnoten
1. ↑  14-jarige Belgische snookerwereldkampioen: "Train 5 à 6 uur per dag". sporza.be (28 maart 2019). Gearchiveerd op 13 december 2022.
2. ↑  België heeft een wereldkampioen snooker: Ben Mertens (13) wint WK U16. sporza.be (7 oktober 2018). Gearchiveerd op 13 december 2022. Geraadpleegd op 13 december 2022.
3. ↑  Ben Mertens (15) is jongste winnaar van match voor WK snooker: "Was al blij met 1 frame". sporza.be (23 juli 2020). Gearchiveerd op 13 december 2022. Geraadpleegd op 13 december 2022.
4. ↑  Belgisch feestje: Ben Mertens (16) klopt Julien Leclercq (18) en wint EK snooker bij U18. HLN. DPG Media (21-10-04). Gearchiveerd op 13 december 2022. Geraadpleegd op 13 december 2022.
5. ↑  Ben Mertens (17) wint EK snooker bij U21: België heeft nu in één klap drie profs, Gazet van Antwerpen, 13 juni 2022. Gearchiveerd op 29 september 2022.